# Otto Pyykkönen
Otto Pyykkönen, född 6 oktober 1890 i Vasa, död 4 februari 1972 i Cleveland, Ohio, var en amerikafinländsk tenorsångare.
Efter att emigrerat till USA 1913 studerade Pyykkönen sång hos Karl Buren Stein vid konservatoriet i Waukegan. Sin civila anställning hade han på en finsk matvarubutik i staden. På 1920-talet flyttade han till New York och blev förste tenor i den finska manskören New Yorkin Laulumiehet. Sedermera flyttade han till Cleveland, där han arbetade som försäljare. När han blev amerikansk medborgare 1943 antog han namnet Otto Pyke.
Åren 1924–1926 samt 1928 gjorde han trettiotvå grammofoninspelningar, huvudsakligen för bolaget Columbia, i New York. Inspelningarna gjordes bland annat tillsammans med den pianisten John F. Burckhardt och till Pyykkönens mest kända inspelningar hör kommunistmarschen Vapaa Venäjä, som 1930 spelades in med annan text av Jukka Ahti.

## Skivinspelningar[4]

### 1924
- Vapaa Venäjä
- Isotalo ja Rannanjärvi
- Lapsuuden koti
- Se Oolannin sota
- Älä itke tyttöni pieni

### 13 maj 1924
- Hurraa nyt komppania kotimaata kohden
- Laivapojat

### 21 maj 1924
- Kun kävelin kesäillalla
- Minäpä olen laulajapoika

### 2 juni 1924
- Aamulaulu

### 3 juni 1924
- Kesäillalla
- Soipa kieli

### 1925
- Anssin Jukka
- Härmän häät
- Korjat poijat ja tytöt
- Koskenlaskijan morsiamet
- Laivapoikain laulu
- Lemminkäisen laulu
- Matalasta torpasta
- Näytelmä Pohjalaisia
- Poijat kun raitilla laulelivat
- Syystunnelma
- Tuomet valkeina kukkii
- Tuuli se taivutti koivun larvan
- Yks' haamu oli Marjanaan ovella
- Yksi lauantaki-ilta

### 30 april 1926
- Vangin laulu
- Viaporin valssi

### 5 mars 1928
- Isontalon Antti ja Rannanjärvi

### 8 mars 1928
- Lauantai-ilta
- Silloin se ilma lämmin on